# Васкьяла
Ва́скьяла (эст. Vaskjala), ранее Ва́скяла и Ва́скъяла — деревня в волости Раэ уезда Харьюмаа, Эстония.

## География и описание
Расположена в 7 км к юго-востоку от Таллина (по шоссе 15 км). Высота над уровнем моря — 43  метра. 
Через деревню протекает река Пирита.
Климат умеренный. Официальный язык — эстонский. Почтовый индекс — 75313.

## Население
По данным переписи населения 2021 года, в Васкьяла насчитывалось 733 жителя, из них 655 (89,6 %) — эстонцы.
По данным переписи населения 2011 года, в деревне проживали 610 человек, из них 529 (86,7 %) — эстонцы.
Численность населения деревни Васкьяла по данным переписей населения:
| Год  | 1959 | 1970  | 1979  | 1989  | 2000  | 2011  | 2021  |
| ---- | ---- | ----- | ----- | ----- | ----- | ----- | ----- |
| Чел. | 138  | ↗ 227 | ↗ 319 | ↘ 254 | ↗ 329 | ↗ 610 | ↗ 733 |

## История
Одна из старейших и богатейших в частиархеологических находок деревня в окрестностях Таллина. Самые древние следы поселений в этом месте датируются второй половиной второго тысячелетия до нашей эры. С названием Васкьяла связано множество местных преданий. 
Деревня впервые упоминается в Датской поземельной книге 1241 года (Waskæl). В 1316 году упоминается Waschele, в 1503 году — Waskull, в 1725 году — Waskjall. 
В XIV веке, во времена датского владычества, здесь также находилась мыза Датского короля (Curia domini regis), которая, предположительно, была уничтожена в ходе восстания Юрьевой ночи. Также C 1503 года деревней владела Таллинская Яановская богадельня. 
Деревня издревле делилась на две части: Суур-Васкьяла (эст. Suur-Vaskjala, «Большая Васкьяла») на восточном берегу реки Пирита и Вяйке-Васкьяла (эст. Väike-Vaskjala, «Малая Васкьяла») на западном берегу реки. К северо-востоку от центра деревни, к востоку от реки, находится часть деревни под названием Саунакюла (эст. Sainaküla, «Банная деревня»).
На территории деревни растёт охраняемый государством древний Васкьялаский дуб (охват — 470 см, высота — 22 м).

Памятный камень в честь сражения у Васкьяла

В годы Второй мировой войны, 22 сентября 1944 года в окрестностях деревни состоялось сражение между передовым отрядом Эстонского стрелкового корпуса Красной армии (командир — полковник В. Вырк) и немецко-фашистскими войсками.
В советское время в деревне располагался центр Васкьялаского отделения совхоза имени А. Х. Сомерлинга и Раэское почтовое отделение. На территории деревни был установлен памятный камень в честь сражения 1944 года. В протоколе от 30 ноября 2022 года рабочая группа по советским памятникам при Госканцелярии Эстонии (РГСП) признала памятник «красным монументом», подлежащим удалению из общественного пространства, однако при этом плита с надписью была удалена неизвестными за много лет до даты публикации протокола РГСП (см. Список советских военных памятников Эстонии).

## Происхождение топонима
Историк из балтийских немцев Пауль Йохансен (1901—1965) сравнивал название деревни с финскими топонимами Vaskela, Vaskola и личным именем Vaskia; также, например, в число древних эстонских личных имен входит Waszkulpoick. Финский лингвист Лаури Кеттунен (1885—1963) считал возможным, что в основе топонима лежит эстонское личное имя Васкьялг (Vaskjalg). Американский учёный эстонского происхождения Виктор Кырессаар (1916—2002) предположил, что название образовано от Vaski+ala (vask с эст. — «медь», ala — «участок», «место»), в данном случае — место, где добывалась болотная руда (по его мнению, vask (медь) — её старинное название).

## Галерея

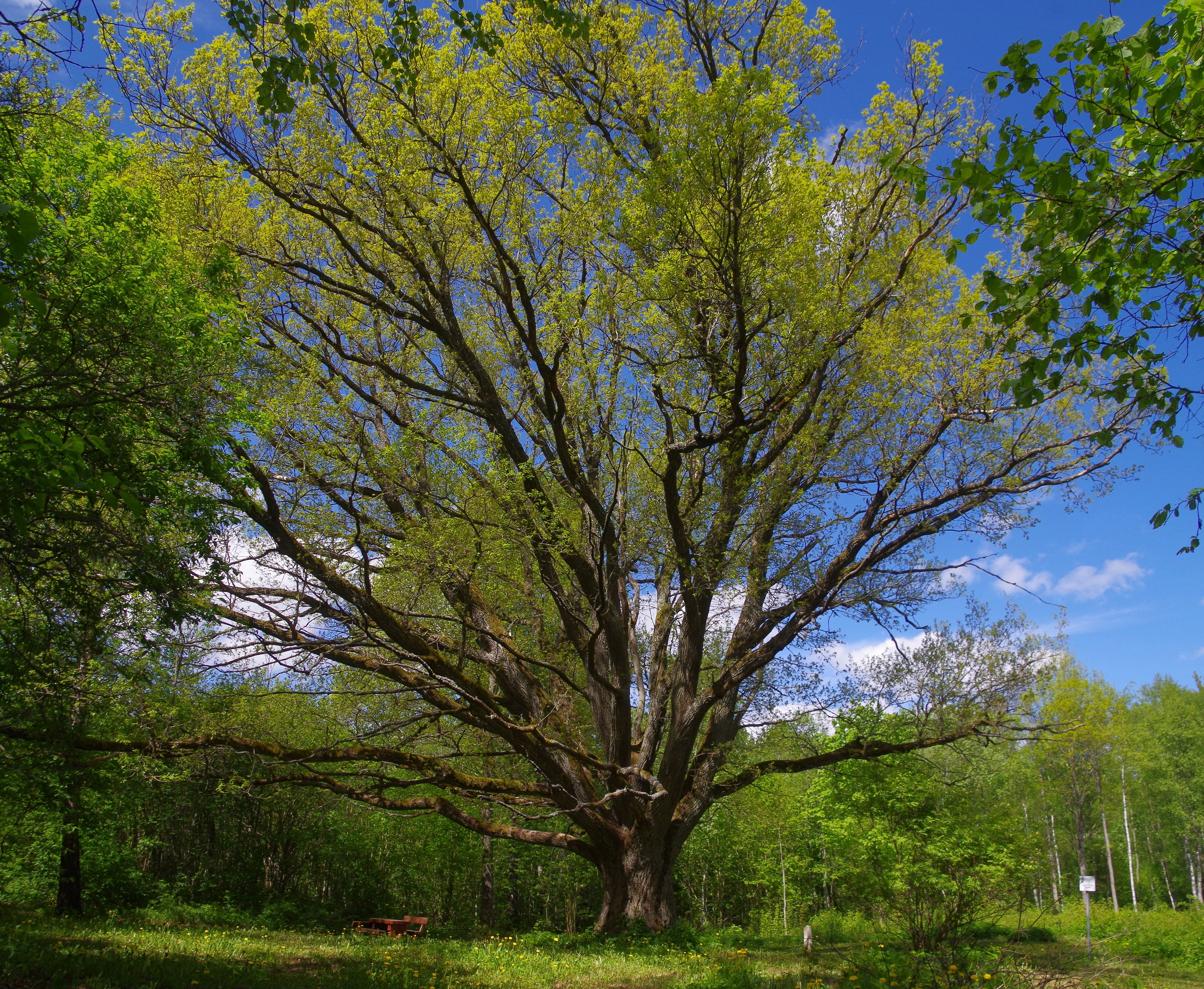
Васкьялаский дуб, природоохранный объект
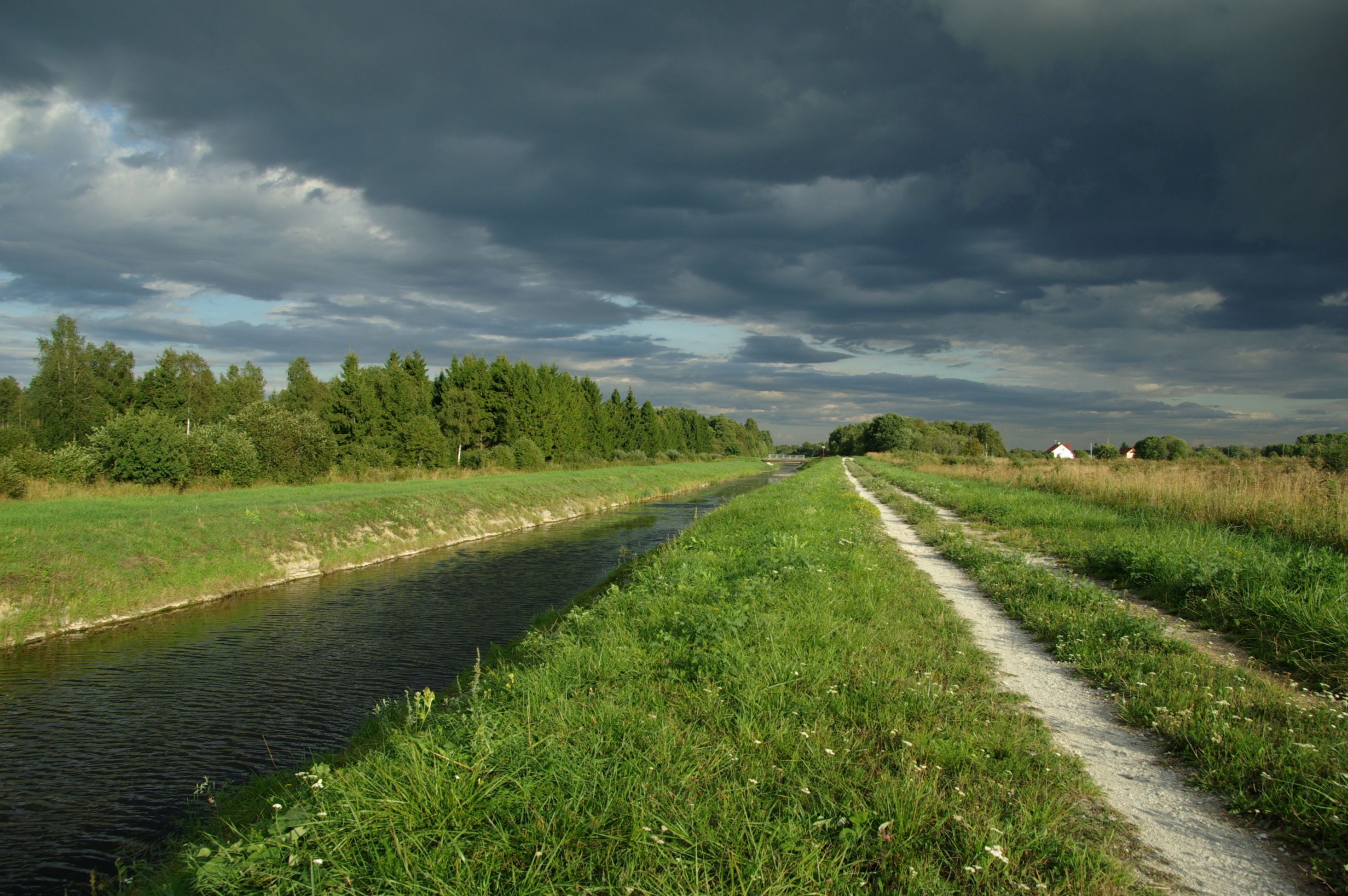
Канал Васкьяла–Юлемисте
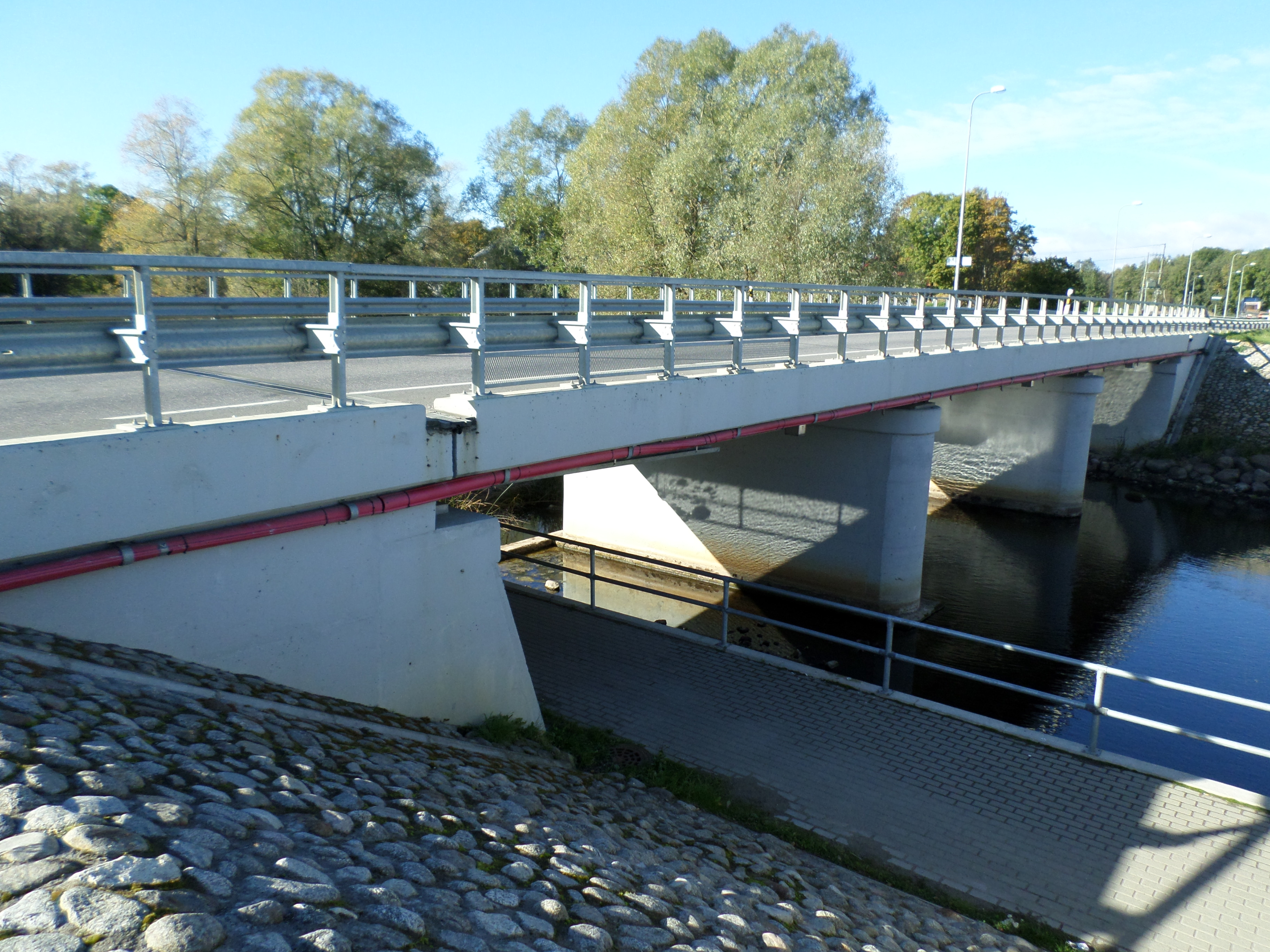
Автомобильный мост через реку Пирита в Васкьяла
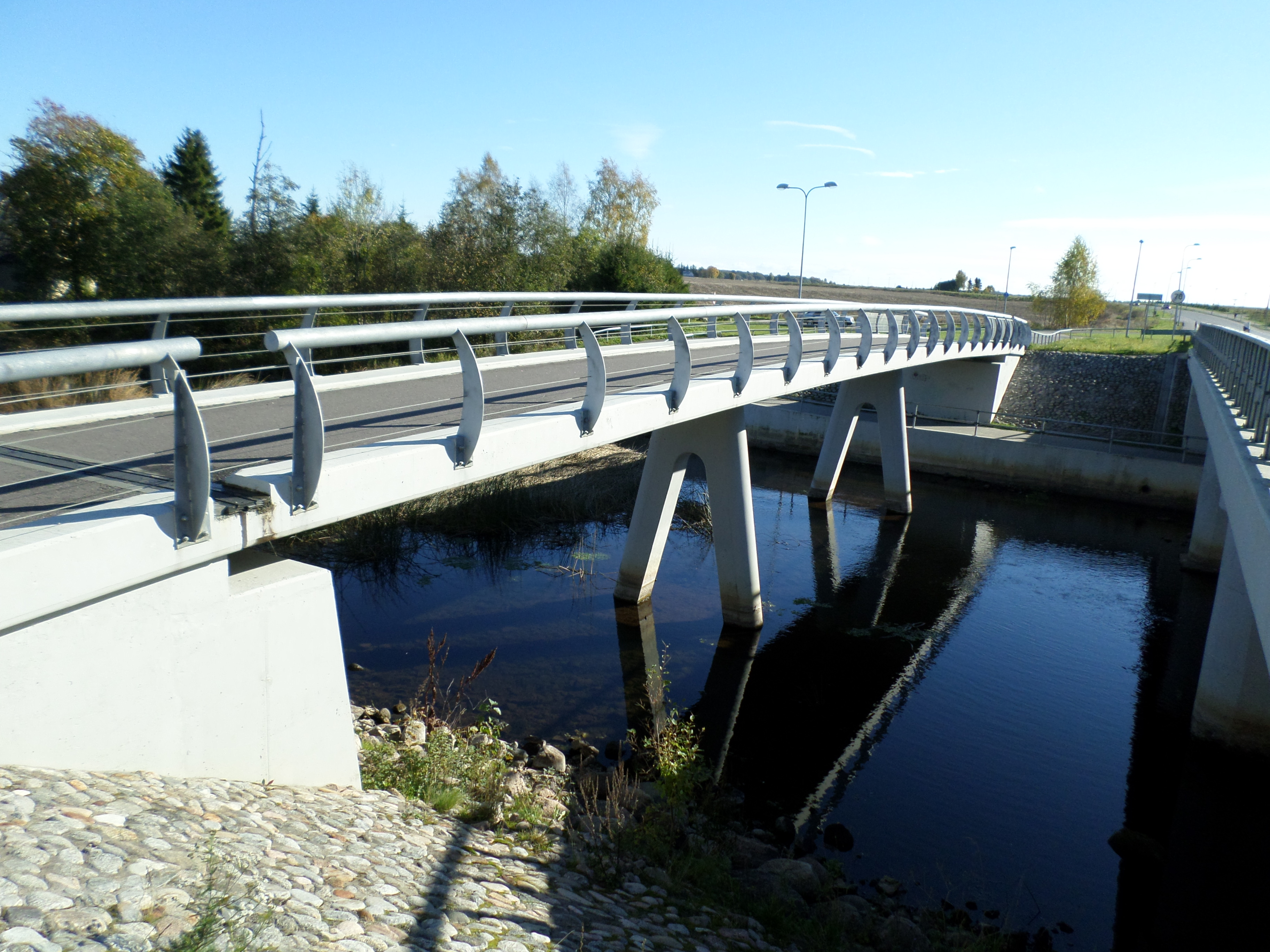
Пешеходный мост через реку Пирита в Васкьяла

## Комментарии
1. ↑  Эстонские топонимы, оканчивающиеся на -а, не склоняются и не имеют женского рода (исключение — Нарва)[11].